# Cachita Galán
Leticia Noemí De León más conocida como Cachita Galán (Buenos Aires, Argentina; 29 de marzo de 1943 - Parque Patricios, Buenos Aires, Argentina;  2 de diciembre de 2004) fue una cantante argentina. Fue una exitosa intérprete vocal del  Club del Clan.

## Carrera
Estudió baile clásico desde muy chica y tuvo una brillante carrera como bailarina durante su infancia. También era una ferviente amante de los deportes, sobre todo en natación. Luego empezó a cantar canciones de corte tropical. A los 8 años cantaba temas españoles. Actuó en los teatros dedicados a ese género (Avenida, Tronío, etc) con Pedrito Rico, Pablo del Río y Lolita Torres.
Era profesora de danzas cuando, accidentalmente, cantó en una reunión de amigas del colegio y fue muy festejada. Alguien comentó que comenzara a cantar de manera profesional, por lo que, posteriormente, formó parte de Los Gavilanes de España con quienes debutó en un local en el que actuaba el tenor ecuatoriano Galo Cárdenas, con quien no solo encaminó en su carrera sino que también se casó con él, por aquel entonces Cachita contaba con tan solo 19 años. Fueron contratados para La Cantina de la Guardia Nueva.
Su fama la alcanzó al integrar el programa televisivo El Club del Clan, popular en la década de 1960, junto con otros famosos cantantes del momento como Violeta Rivas, Raúl Lavié, Johny Tedesco, Nicky Jones, Chico Novarro, Palito Ortega y Lalo Fransen. Junto con Violeta Rivas y Jolly Land conformó un trío vocal femenino del ciclo musical. Allí el productor Ricardo Mejía la bautizó con el seudónimo de Cachita y le dijo que tenía que cantar contoneándose y bailando.
Posteriormente viajó a Ecuador, donde continuaron con el suceso de El Club del Clan, realizando giras por ese país, Venezuela, Colombia, Perú, México, presentándose en los hoteles de la cadena Hilton, y diversos locales nocturnos. Cuando nació su hija se alejó de la actividad artística por unos años. Después volvió a Los Gavilanes de España y se sumó a la orquesta Casino Show, con la que fue a España, interpretando allí temas españoles, tropicales y brasileños.
En 1964, llega a la pantalla grande argentina con la película del Club del Clan, con dirección de Enrique Carreras, junto a actores como Beatriz Bonet, Fernando Siro, Pedro Quartucci, Alfredo Barbieri y Tito Climent, entre otros. Allí interpretó el tema Soplame un beso.
Junto con la Orquesta de Roberto Casal compuso temas como El labrador, Juancho, Cumbia litoraleña e Interesada.
Con Galo Cárdenas se casó tuvo una hija llamada Nadia y al poco tiempo se separó y nunca volvió a casarse. Su hija le dio una nieta de nombre Oriana.
Cachita Galán falleció en la tarde del 2 de diciembre de 2004 víctima de un cáncer con el que venía luchando hacía cuatro años.  Sus restos fueron cremados en el Cementerio de la Chacarita. Tenía 61 años.

## Temas interpretados
- Noche y día, junto a Lalo Fransen.[5]
- Cara sucia
- Señor elefante junto a Perico Gómez.
- Don Juan Ramón
- Sóplame un beso
- Las Cerezas
- Alumbra, alumbra luna
- Besucona[6]

## Filmografía
1964: Club del Clan.

## Televisión
- 1961: Ritmo y juventud.
- 1962:  Cantarela.
- 1963: El club del clan.